# Paloma Baeza
Paloma Baeza (Londres, 1 de maio de 1975) é uma atriz e diretora inglesa, descendente de mexicanos. É casada com o escritor e cineasta Alex Garland, com quem têm dois filhos.